# Jamie Baulch
Jamie Steven (James) Baulch (Nottingham, 3 mei 1973) is een voormalige Britse sprinter, die was gespecialiseerd in de 400 m. Zijn grootste prestaties leverde hij echter als estafetteloper. Zo werd hij eenmaal wereldkampioen, tweemaal Europees kampioen en is hij sinds 1996 nog altijd mede-Europees recordhouder op de 4 x 400 m estafette. Hij nam tweemaal deel aan de Olympische Spelen en won hierbij een zilveren medaille.

## Biografie

### Jeugd
In zijn jeugd was Baulch een succesvol trampolinespringer; hij won een zilveren medaille op het Welsh Schools Trampoline Championship in 1991. Zijn eerste succes boekte hij door in 1992 goud te winnen bij de wereldjeugdkampioenschappen in Seoel op de 4 x 400 m estafette. Een jaar later moest hij genoegen nemen met een zilveren medaille bij de Europese jeugdkampioenschappen.

### Senioren
Op 3 augustus 1996 verbeterde Jamie Baulch bij de Olympische Spelen van 1996 in Atlanta het Europees record op de 4 x 400 m estafette met zijn teamgenoten Iwan Thomas, Mark Richardson en Roger Black tot 2.56,60. Het goud werd gewonnen door de Amerikaanse estafetteploeg in 2.55,99. Een jaar later werd hij wereldkampioen en twee jaar later voor de eerste maal Europees kampioen op de 4 x 400 m estafette. Vier jaar later evenaarde hij deze prestatie.
Het sterkste jaar van zijn sportloopbaan is waarschijnlijk 1999. Begin dat jaar won Baulch alle indoorwedstrijden. Op de wereldindoorkampioenschappen van 1999 won hij in het Japanse Maebashi een gouden medaille op de 400 m. Met een tijd van 45,73 versloeg hij de Amerikaan Milton Campbell (zilver) en de Mexicaan Alejandro Cardenas (brons). De Britse estafetteploeg met Baulch als slotloper won een bronzen medaille achter de estafetteploegen uit de Verenigde Staten (goud) en Polen (zilver). Op de WK van 1999 in het Spaanse Sevilla kwalificeerde hij zich voor de finale, waarin hij achtste werd in 45,18. Met de Britse estafetteploeg plaatste hij zich niet voor de finale. Een jaar later werd hij zesde op de 4 x 400 m estafette tijdens de Olympische Spelen van Sydney en won hij op de individuele 400 m de Europese bekerwedstrijd in Gateshead. Ook werd hij zesde op de WK van 2001 in Edmonton.
Op de Gemenebestspelen van 2002 in Manchester deed hij mee in het estafetteteam van Wales op de 4 x 400 m estafette en won een zilveren medaille achter het Engelse estafetteteam. Op de Europese kampioenschappen in München dat jaar, die elf dagen na de Gemenebestspelen werden gehouden, bestond het Britse estafetteteam uit twee lopers uit Wales en twee uit Engeland. Jared Deacon, Matthew Elias, Jamie Baulch en Daniel Caines veroverden de Europese titel op de 4 x 400 m estafette in 3.01,25 en versloegen hiermee het Russische team. Op de WK indoor van 2003 in Birmingham won hij zijn laatste internationale medaille. Op de 400 m veroverde hij in 45,99 met Paul McKee een gedeelde bronzen plak.
In 2005 zette Baulch een punt achter zijn atletiekcarrière. In zijn actieve tijd was hij aangesloten bij Cardiff AAC. Hierna werd hij eigenaar van drie bedrijven: One vision Executive, Powergoldberg en Super Schools Wales. Vanwege zijn charismatische uiterlijk deed hij mee aan verschillende televisieshows, zoals: A Question of Sport, Richard and Judy, They Think It’s All Over, Ant and Dec, The Big Breakfast, The Saturday Show en Blue Peter. In januari 2008 werd hij aangesteld als sprintcoach bij de Bradford Bulls Rugby League club. Ook werd hij uitgenodigd in BBC Superstars. Baulch is ook manager van onder andere atleet David Greene.

## Titels
- Wereldkampioen 4 x 400 m - 1997
- Wereldjeugdkampioen 4 x 100 m - 1992
- Europees kampioen 4 x 400 m - 1998, 2002
- Wereldindoorkampioen 400 m - 1999
- Brits kampioen 200 m - 1997
- Welsh kampioen 200 m - 1991, 1992, 1993, 1994
- Welsh kampioen 400 m - 2000

## Persoonlijke records
Outdoor
| Onderdeel | Prestatie | Datum            | Plaats   |
| --------- | --------- | ---------------- | -------- |
| 100 m     | 10,51 s   | 20 juli 1995     | Cardiff  |
| 200 m     | 20,84 s   | 24 augustus 1994 | Victoria |
| 300 m     | 32,06 s   | 31 mei 1997      | Cardiff  |
| 400 m     | 44,57 s   | 3 juli 1996      | Lausanne |

Indoor
| Onderdeel | Prestatie | Datum           | Plaats     |
| --------- | --------- | --------------- | ---------- |
| 60 m      | 6,76 s    | 4 januari 1997  | Birmingham |
| 200 m     | 20,84 s   | 26 januari 1997 | Birmingham |
| 400 m     | 45,39 s   | 9 februari 1997 | Birmingham |

## Prestaties
| Jaar | Wedstrijd          | Plaats       | Onderdeel | Resultaat | Extra        |
| ---- | ------------------ | ------------ | --------- | --------- | ------------ |
| 1992 | WK junioren        | Seoel        | 200 m     | 4e        | 21,04 s      |
|      | WK junioren        | Seoel        | 4 x 100 m | 1e        | 39,21 s      |
| 1994 | Wereldbeker        | Londen       | 4 x 400 m | 1e        | 38,46 s      |
| 1996 | OS                 | Atlanta      | 4 x 400 m | 2e        | 2.56,60 (ER) |
| 1997 | WK indoor          | Parijs       | 400 m     | 2e        | 45,62 s      |
|      | WK                 | Athene       | 400 m     | 8e        | 45,22 s      |
|      | WK                 | Athene       | 4 x 400 m | 1e        | 2.56,65      |
| 1998 | EK                 | Boedapest    | 4 x 400 m | 1e        | 2.58,68      |
|      | Gemenebestspelen   | Kuala Lumpur | 4 x 400 m | 3e        | 3.02,14      |
|      | Wereldbeker        | Johannesburg | 4 x 400 m | 2e        | 2.59,71      |
| 1999 | WK indoor          | Maebashi     | 400 m     | 1e        | 45,73 s      |
|      | WK                 | Sevilla      | 400 m     | 7e        | 45,18 s      |
| 2000 | OS                 | Sydney       | 4 x 400 m | 6e        | 3.01,22      |
|      | Europese beker     | Gateshead    | 400 m     | 1e        | 46,64 s      |
| 2001 | WK                 | Edmonton     | 4 x 400 m | 6e        | 3.01,26      |
| 2002 | EK                 | München      | 4 x 400 m | 1e        | 3.01,25      |
|      | Gemenebestspelen   | Manchester   | 4 x 400 m | 2e        | 3.00,41      |
| 2003 | Europese Indoorcup | Leipzig      | 400 m     | 3e        | 46,99 s      |
|      | WK indoor          | Birmingham   | 400 m     | 3e        | 45,99 s      |

1983: Lovasjov, Troshchilo, Tsjernetski, Markin ·
1987: Everett, Haley, McKay, Reynolds ·
1991: Black, Redmond, Regis, Akabusi ·
1993: Valmon, Watts, Reynolds, Johnson ·
1995: Ramsey, Mills, Reynolds, Johnson ·
1997: Thomas, Black, Baulch, Richardson, Hylton ·
1999: Czubak, Maćkowiak, Bocian, Haczek ·
2001: Moncur, Brown, McIntosh, Munnings ·
2003: Djhone, Keïta, Diagana, Raquil ·
2005: Rock, Brew, Williamson, Wariner ·
2007: Merritt, Taylor, Williamson, Wariner ·
2009: Taylor, Wariner, Clement, Merritt ·
2011: Nixon, Jackson, Taylor, Merritt ·
2013: Verburg, McQuay, Hall, Merritt ·
2015: Verburg, McQuay, Nellum, Merritt ·
2017: Solomon, Richards, Cedenio, Gordon ·
2019: Kerley, Cherry, London, Benjamin ·
2022: Godwin, Norman, Deadmon, Allison ·
2023: Hall, Norwood, Robinson, Benjamin